# Changes (musikalbum av Keith Jarrett)
Changes från 1984 är det andra musikalbumet med Keith Jarretts "Standards Trio”. Trion bildades på initiativ av producenten Manfred Eicher på ECM och samlades utan att repetera och utan någon planerad låtlista i en studio på Manhattan för en och en halv dags inspelning. Materialet räckte till tre album Standards, Vol. 1 & 2 och Changes.

## Låtlista
Alla musik är skriven av Keith Jarrett.
1. Flying Part 1 – 16:01
2. Flying Part 2 – 13:38
3. Prism – 6:31

## Medverkande
- Keith Jarrett – piano
- Gary Peacock – bas
- Jack DeJohnette – trummor